# Christel Geerts
Christel Maria Geerts (Sint-Niklaas, 25 juli 1961) is een Belgisch gerontoloog, voormalig docent aan de Vrije Universiteit Brussel en voormalig politica voor de sociaaldemocratische partij Vooruit.

## Levensloop
Christel Geerts behaalde in 1983 een licentie in de sociale en culturele agogiek en in 1987 een licentie in de biomedische wetenschappen en gezondheidswetenschappen aan de Vrije Universiteit Brussel. Ze behaalde er in 1996 tevens een doctorstitel in de gerontologie. Aan de VUB was ze van 1983 tot 1996 werkzaam als assistent en docente en in 1996 werd ze professor in de gerontologie. Ook was ze van 2002 tot 2019 voorzitter van het buurtbedrijf Drietakt in Sint-Niklaas.
Op verzoek van SP-boegbeeld Freddy Willockx stapte Geerts in 1999 in de politiek en stelde ze zich voor de SP kandidaat bij de Europese verkiezingen in juni dat jaar, zonder echter verkozen te raken. In oktober 2000 werd ze tot gemeenteraadslid van Sint-Niklaas verkozen. Op 1 januari 2001 werd ze schepen van Sociale Zaken, wat ze bleef tot in 2003. Bij de verkiezingen van mei 2003 werd Geerts rechtstreeks verkozen in de Senaat, waar ze zetelde tot aan de verkiezingen van juni 2007. Ze werd toen niet herkozen. In de Senaat was Geerts voorzitter van een werkgroep met betrekking tot de vergrijzing en ondervoorzitter van de commissie Sociale Zaken.
Op 1 juli 2008 werd Geerts opnieuw schepen van Sint-Niklaas, ditmaal bevoegd voor Welzijn en Onderwijs. Op 30 juni 2010 volgde ze Freddy Willockx als burgemeester van Sint-Niklaas op.
Bij de gemeenteraadsverkiezing van oktober 2012 haalde Geerts de meeste voorkeurstemmen, maar ze diende het burgemeesterschap af te staan aan Lieven Dehandschutter (N-VA). Ze was nadien van 2013 tot 2018 schepen van Ruimtelijke Ordening en Stadsvernieuwing, Groen en Stadsreiniging, Seniorenbeleid en Evenementen. Na een slecht verkiezingsresultaat in oktober 2018 belandde sp.a in de oppositie. Begin 2023 verliet Geerts de gemeenteraad, waarmee haar actieve politieke carrière ook eindigde.
Sinds eind 2022 is ze voorzitter van de socialistische mutualiteit Solidaris.
Geerts heeft twee kinderen. Haar zoon, Conner Rousseau, is voorzitter van Vooruit.